# Marty Jannetty

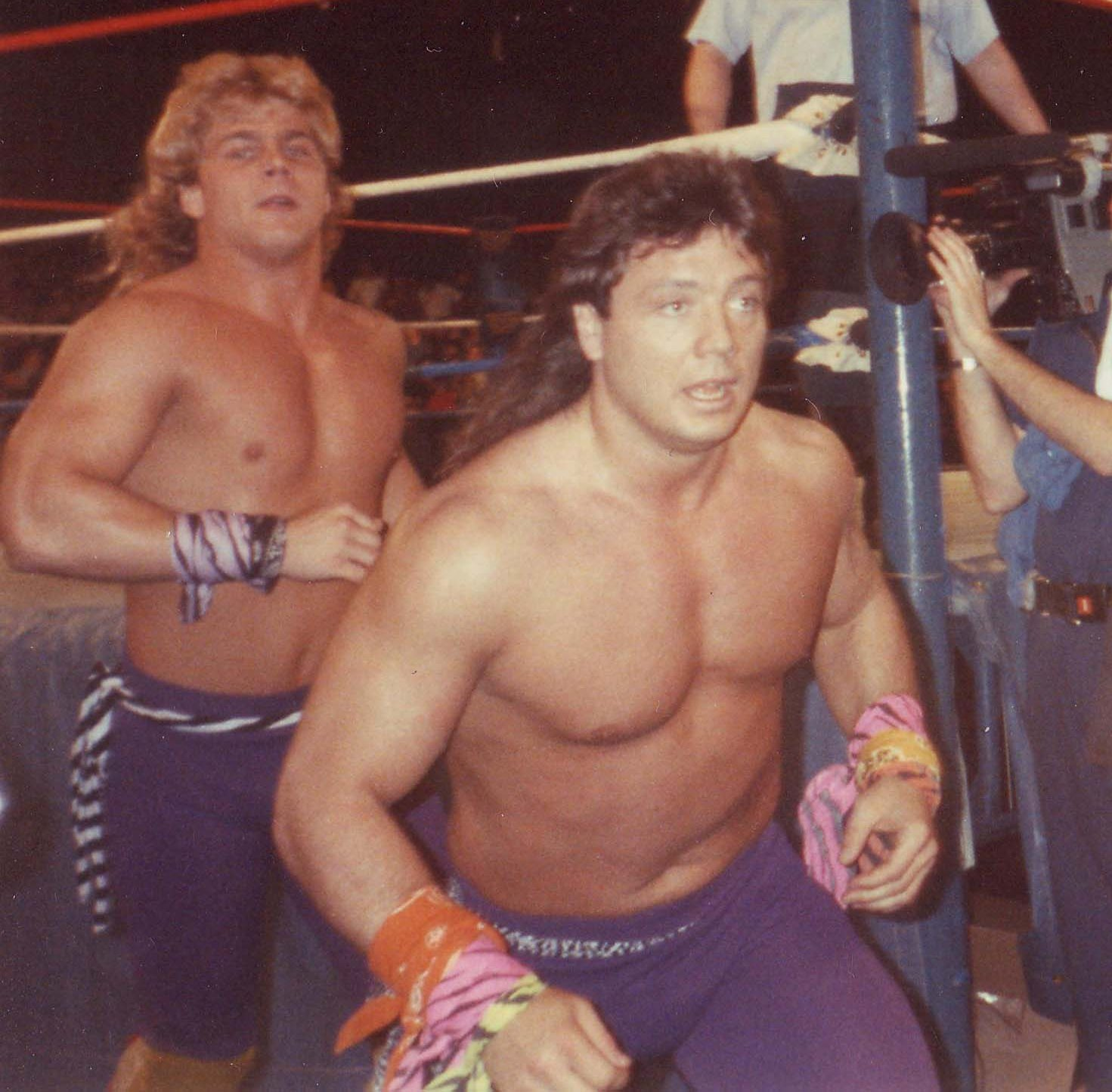
Jannetty och Michaels i WWE som the Rockers.

Fredrick Martin Marty Jannetty, född 3 februari 1960, är en amerikansk professionell wrestler. I en karriär som sträcker sig över mer än tre decennier har han arbetat för World Wrestling Federation / Entertainment (WWF / E), American Wrestling Association (AWA), World Championship Wrestling (WCW) och Extreme Championship Wrestling (ECW) och har vunnit totalt 20 mästerskap.
Jannetty ingick i tagteamet The Rockers, tillsammans med Shawn Michaels. Efter att the Rockers splittrats 1992 blev Jannetty WWF Intercontinental Champion, och WWF World Tag Team Champion med Sean Waltman (X-Pac / 1-2-3 Kid).